# أندرو روب
أندرو روب (بالإنجليزية: Andrew Robb)‏ هو سياسي أسترالي، ولد في 20 أغسطس 1951 في أستراليا. حزبياً، نشط في الحزب الليبرالي الأسترالي. وقد انتخب عضو مجلس النواب الأسترالي عن دائرة Division of Goldstein ‏ (9 أكتوبر 2004 – 9 مايو 2016) وانتخب وزير التجارة ‏ (18 سبتمبر 2013 – 18 فبراير 2016).